# Allorhogas semitemporalis
Allorhogas semitemporalis är en stekelart som först beskrevs av Fischer 1960.  Allorhogas semitemporalis ingår i släktet Allorhogas och familjen bracksteklar. Inga underarter finns listade i Catalogue of Life.